# Abstracte logica
In de wiskundige logica is een abstracte logica een formeel systeem, dat bestaat uit een klasse van zinnen en een voldoeningsrelatie met specifieke eigenschappen met betrekking tot voorkomen, expansie, isomorfisme, hernoeming en kwantificering.
Gebaseerd op Per Lindströms karakterisering is de eerste orde logica, op en tot met gelijkwaardigheid, de enige abstracte logica, die aftelbaar compact is en het Löwenheim-getal ω heeft.

## Voetnoten
1. ↑  (en)  C.C. Chang en Jerome Keisler, Model Theory, 1990 ISBN 0-444-88054-2, blz. 128
2. ↑  (en)  C.C. Chang en Jerome Keisler, Model Theory, 1990, ISBN 0-444-88054-2, blz. 132